# Zoo York
Zoo York és una empresa estatunidenca centrada en el sector del monopatí de carrer que comercialitza monopatins, samarretes i dessuadores amb caputxa, entre d'altres. El nom de l'empresa es va agafar d'un dels equips de skateboarding més antics de Nova York, Soul Artists of Zoo York.

## Història
L'empresa va ser fundada l'any 1993 pels patinadors Rodney Smith, Eli Morgan Gesner i Adam Schatz, que van iniciar el seu propi negoci després que l'empresa de Smith, Shut, perdés una batalla legal per la infracció de la marca registrada. ZooYork es va establir com la principal firma de la Costa Est gràcies a la incorporació del grafit i la cultura hip-hop als seus dissenys. L'empresa es va vendre a Marc Eckō el 2001 i quatre anys més tard Zoo York va vendre els drets d'ús de la marca a Iconix Brand Group.
El 2019, els socis fundadors van tornar a Zoo York com a directors creatius amb l'objectiu d'aportar coneixements estratègics, de disseny i màrqueting a la marca.
Zoo York va produir un programa de televisió a Fuel TV anomenat Skate Maps que mostra l'equip de Zoo York de gira. El 2007 l'equip de Zoo York va aparèixer al concurs d'agroskate de Thrasher «King of the Road».